# Palais de Marbre (Nice)
Pour les articles homonymes, voir Palais de Marbre.
La villa Les Palmiers est une imposante demeure de Nice datant des années 1870. Depuis 1963, elle accueille le service des archives municipales de la ville et est connue du grand public sous le nom de Palais de Marbre.
Située au n° 7/9 de l’avenue de Fabron, son style architectural s’inspire de la Renaissance italienne associé à des références néoclassiques. Il s’inscrit pleinement dans la vogue du Palladianisme très répandu en Angleterre (Chatsworth House  par exemple) ou sur la côte est des États-Unis (Marble House de Newport à Rhode Island, contemporaine de sa construction).

## Historique

### La première moitié du XIXe siècle: le domaine Gastaut
Vers 1840, le quartier de Fabron est une des grandes zones rurales à l'ouest de Nice. À cette époque, le propriétaire des lieux, le banquier niçois Honoré Gastaud, décide d'entourer son habitation traditionnelle par un environnement végétal exotique au cœur d’un domaine de  plus de 23 hectares : araucarias, palmiers, eucalyptus et cèdres, toujours présents dans le parc, datent pour certains de cette période. Le parc est complété de diverses fabriques et belvédères. En 1858, lors d'un séjour sur la Riviera, la tsarine Alexandra Feodorovna demande à visiter ce jardin réputé pour ses essences. Hercule Trachel a immortalisé cette visite dans une aquarelle conservée au Musée Masséna. 
En 1860, Napoléon III et l'impératrice Eugénie y sont logés lors des festivités de l'annexion du comté de Nice à la France ce que rappelaient une inscription et un zouave peints sous une sorte de chapelle, aujourd’hui disparus. En avril 1864, l'ouverture de la voie des chemins de fer PLM ampute le domaine de sa partie en bord de mer.

### Le temps des hivernants étrangers
En 1871, le marchand d’art britannique Ernest Gambart acquiert la quasi-totalité de ce domaine (environ 17 hectares) lors de la vente des biens du banquier en faillite - François Blanc achète de son côté une petite partie du domaine, sur laquelle est édifié le « château Sainte-Hélène ». Gambart confie à l'architecte Sébastien-Marcel Biasini le soin de construire sur cet emplacement une somptueuse demeure dans un style à l'italienne, qui servirait de lieu de réception et de galerie d'expositions, notamment pour les œuvres de ses protégés : Nicaise De Keyser, Rosa Bonheur, Lawrence Alma-Tadema, etc. L’édifice est recouvert entièrement de marbre (d’où son surnom actuel) de Carrare. Un vers en anglais du poète britannique John Keats, gravé sur la façade sud, résume l’ambition du projet : « A thing of beauty is a joy for ever, ». Déjà aménagé et arboré de plantes subtropicales par son prédécesseur, le parc s’enrichit de serres, de pavillons, de fausses ruines à l’antique, de rocaille et d’un jardin à l’anglaise.
Après la mort de Gambart, survenue dans sa villa niçoise en 1902, le domaine est vendu en février 1905 au baron russe Alexandre von Falz-Fein qui y apporte de nombreuses modifications (serre, salle de bal, etc.). Sa propre fille, Thaïs, y naît en 1911. Après la Révolution russe et la mort, à Berlin, en 1919, du baron Falz-Fein, sa veuve, réfugiée à Nice, doit vendre le domaine.

### Un petit Versailles des années 1920
Le nouveau propriétaire, en 1924, est Édouard Soulas, un négociant d’origine languedocienne, promoteur immobilier sur le plateau du Piol , fils d’un boucher ayant fait fortune à Buenos Aires. Il rénove la décoration intérieure de la villa dans un goût néo-Louis XV, à l’instar des aménagements intérieurs de son autre demeure, le château de Céleyran à Salles-d'Aude (Aude), et confie la réalisation d’un jardin méditerranéen à la française au paysagiste picard Octave Godard.
En 1928, E. Soulas cède une parcelle à l'est du domaine pour permettre à la Ville l'élargissement du chemin (actuellement avenue) de Fabron.
Soulas meurt en 1943 mais ses héritiers, ses deux petits-enfants argentins, ne procèdent au partage de l'indivision qu'en 1951.

### Décor de cinéma au début des années 1950
Dans les années 1950, la villa, proche des studios de la Victorine, accueille des tournages célèbres : Lola Montès de Max Ophüls avec Martine Carol (1955), Cela s'appelle l'aurore de Luis Buñuel (1956), L'Énigmatique Monsieur D avec Robert Mitchum (1956), etc.

### Le lotissement
Le 14 novembre 1956, l’ensemble du domaine est cédé à une société immobilière qui souhaite raser le tout pour y bâtir des immeubles d'habitation ; mais le permis de démolir est refusé. Finalement, la SCI accepte de préserver une partie du parc et cède la villa à la Ville en 1960 ; les immeubles les Grands Cèdres sortent de terre à partir de 1961. La Ville décide alors d'installer dans la villa - amputée de la grande salle de bal et des communs qui la jouxtaient - son service d'archives municipales, inauguré le 18 novembre 1963. Parallèlement, de 1964 à 1989, le Palais de Marbre est également mis à la disposition du Centre international de formation européenne pour l'organisation, en partenariat avec l'université, des cycles d'enseignement de l'Institut européen des hautes études internationales.
Le jardin connaît une nouvelle amputation dans les années 1990 lors de l'élargissement de l'autoroute urbaine sud de Nice (voie Mathis) qui traverse les rocailles à l'aplomb de la route.
Le palais et l'ensemble du parc et les éléments de décor des jardins (à l'exclusion des immeubles d’habitation des années 1950) sont inscrits à l'inventaire supplémentaire des monuments historiques le 23 juin 1993.